# Propranolol
Propranololul este un medicament din clasa beta-blocantelor, folosit în tratamentul hipertensiunii arteriale, în disritmiile cardiace, hipertiroidism, etc. Este folosit pentru prevenirea durerilor de cap datorate migrenei, și ca profilactic pentru pacienții cu angină pectorală sau care au suferit un infarct miocardic.
Propranololul a fost descoperit în 1964, și se află pe lista de medicamente esențiale publicate de Organizația Mondială a Sănătății. Este comercializat sub formă de medicament generic.